# Wybory parlamentarne na Barbadosie w 2018 roku
Wybory parlamentarne na Barbadosie odbyły się 24 maja 2018 roku.

## System wyborczy
30 członków Izby Zgromadzenia wybieranych jest metodą głosowania pierwszorzędnego w okręgach jednomandatowych.

## Wyniki
Wybory parlamentarne z wynikiem 74,58% głosów wygrała Partia Pracy Barbadosu. Osiągnięty rezultat przełożył się na 30 mandatów w Izbie Zgromadzenia. Frekwencja wyborcza wyniosła 60%.
| Partia                              | Partia                               | Głosy   | Głosy  | Głosy  | Mandaty | Mandaty |
| Partia                              | Partia                               | Razem   | %      | +/–    | Razem   | +/–     |
| ----------------------------------- | ------------------------------------ | ------- | ------ | ------ | ------- | ------- |
|                                     | Partia Pracy Barbadosu (BLP)         | 111 968 | 74,58% | 26,35% | 30      | 16      |
|                                     | Demokratyczna Partia Pracy (DLB)     | 33 985  | 22,64% | 28,67% | 0       | 16      |
|                                     | Solutions Barbados (SB)              | 4 188   | 2,79%  | –      | 0       | –       |
|                                     | Zjednoczona Partia Progresywna (UPP) | 1 965   | 1,31%  | –      | 0       | –       |
|                                     | Koalicja Zjednoczonych Partii (CUP)  | 580     | 0,39%  | 0,28%  | 0       |         |
|                                     | Niezależni (IND)                     | 1059    | 0,71%  | 0,35%  | 0       |         |
| Razem                               | Razem                                | 150 141 | 100%   | –      | 30      | –       |
|                                     |                                      |         |        |        |         |         |
| Zarejestrowani wyborcy / frekwencja | Zarejestrowani wyborcy / frekwencja  | 255 833 | 60,00% | 2,02%  | –       | –       |
| Źródło: Caribbean Elections         |                                      |         |        |        |         |         |